# スタジオL
『スタジオL』（ -エル）は、NHK総合テレビジョンにて1985年4月1日から1988年3月17日まで月曜から木曜の23:25 - 23:55に生放送された情報番組である。

## 概要
NHK総合テレビは1974年1月から1984年3月まで、オイルショックによる節電・省エネルギーの対策のため、23時台の深夜放送を一時期の週末（金・土）を除いて23:15までで打ち切りとした。
その後、1984年4月に23時台の放送を10年ぶりに解禁し、当初は日替わりの番組（下表参照）を放送していたが、この時期から深夜の起床・在宅者が増加している傾向を踏まえ、20 - 30代の「ヤングアダルト」層にターゲットを当てた情報番組として放送を開始した。タイトルにある「L」はレディー（女性向け情報）、ライフ・リビング（生活に関する話題）、ラブ（恋愛）、レジャー、ランゲージ（言葉）、ラフ（笑い）といった、様々なLで始まる要素を兼ね備えた情報番組であることを象徴したものである。番組開始当初はパーソナリティに当時ヤングアダルトに人気を集めた文化人4名を迎え、それぞれの個性を引き出した今日的な情報を提供・発信したものである。
番組開始から半年後の1985年10月からは、月 - 水曜日はメインパーソナリティを各界の著名人が週替わりで担当し、それをサポートするアシスタントにワルシャワ大学日本語科を専攻していたマーガレット・コバルチック、さらにナレーターとして声優の近石真介を迎え、日替わりのゲストを迎えた都会センスあふれるトークショーのスタイルに番組を全面リニューアルした。木曜日はNHK大阪放送局製作で、桂小米朝、橋本憲一、キッチュ（松尾貴史）がメインパーソナリティ、アシスタントに当時大阪在住の外人タレントだったナンシー・リーをそれぞれ起用し、関西の庶民センスのある情報番組的な内容を展開した。

## 放送開始当初
- 月曜日：糸井重里「夜刊タイムズ」
- 火曜日：林真理子「おんなでNIGHT」
- 水曜日：南伸坊「テレビで考える」
- 木曜日：如月小春「見世物語り」
- テーマ音楽：渡辺貞夫